# Twin Peaks
Twin Peaks je američka televizijska serija koja se u SAD-u počela prikazivati 8. travnja 1990. godine, a završila s emitiranjem 10. lipnja 1991. godine. Sveukupno je snimljeno 30 epizoda serije, od čega prvih 8 epizoda (uključujući i Pilot epizodu) spada u prvu sezonu, a ostalih 22 epizode sačinjavaju kompletnu drugu sezonu serije. Iz početka zamišljena kao mini-serija od 8 nastavaka, zbog enormne popularnosti i velike gledanosti snimanje serije produženo je i na dodatne 22 epizode druge sezone. Kreatori "Twin Peaksa" su David Lynch i Mark Frost, a sama serija danas se smatra jednom od najkultnijih i najpoznatijih televizijskih serija ikad snimljenih.
Zbog svoje iznimne popularnosti u početku emitiranja, serija "Twin Peaks" gotovo instantno je postala dijelom pop-kulture, a mnoge reference mogu se naći u stripovima, videoigrama, filmovima i pjesmama. Jedna kompletna epizoda tada također iznimno popularne serije Život na sjeveru snimljena je u maniri "Twin Peaksa". 
Tijekom druge sezone, gledanost serije počela je drastično opadati što je dovelo do njezinog ukidanja nakon samo 30 snimljenih i prikazanih epizoda. 

## Sadržaj

### Zaplet
Radnja serije započinje rano ujutro, 24. veljače u malom gradiću "Twin Peaks", savezna država Washington. Drvosječa Pete Martell na obali rijeke otkriva leš čvrsto zamotan u plastiku. Nakon dolaska lokalnog šerifa Harryja S. Trumana, njegovih pomoćnika i dr. Willa Haywarda svi zajedno otkrivaju da je riječ o lokalnoj djevojci Lauri Palmer - simbolu čistoće i nevinosti njihove male zajednice. U međuvremenu, s druge strane granice, pronađena je prebijena (ali živa) djevojka Ronette Pulaski. Zbog toga što je pronađena preko granice, posebni agent FBI-a Dale Cooper dobiva slučaj da istraži što se dogodilo. Cooper će uskoro upoznati sve važne likove serije: Laurinog oca, uspješnog odvjetnika Lelanda Palmera koji nakon saznanja o kćerinoj smrti doživljava živčani slom; Laurinu najbolju prijateljicu Donnu Hayward koja će uskoro započeti intimnu vezu s Jamesom Hurleyjem (Laurinim tajnim dečkom) i s kojim će, uz pomoć svoje rođakinje Maddy Ferguson, početi samostalno istraživati Laurin život - pogotovo njezinog psihoterapeuta dr. Lawrencea Jacobyja; Benjamina Hornea, lokalnog biznismena koji se upravo nalazi u završnim pripremama svog plana o uništenju mjesne pilane i ubojstvu svoje ljubavnice Catherine Martell; Audrey Horne (Benjaminovu kćerku) koja je zbog očeve zapuštenosti potpuno izgubljena i u isto vrijeme se zaljubljuje u agenta Coopera.
Nakon samo jednog dana istrage, agent Cooper otkriva da Laura Palmer nije bila niti čista niti nevina kako su to svi mislili do tada. Osim što je varala svog službenog dečka (kapetana lokalne nogometne momčadi Bobbyja Briggsa) s bajkerom Jamesom Hurleyjem, Laura je također bila i ovisnica o kokainu. Povrh svega, otkriva se i da se prostituirala uz pomoć Lea Johnsona (lokalnog vozača kamiona i nasilnika koji gotovo svakodnevno tuče svoju ženu Shelly Johnson) i Jacquesa Renaulta (svodnika i dilera droge). 
Njegove druge noći u gradu agent Cooper doživljava nadrealan san (jednoruki čovjek, patuljak u crvenom odijelu, Laura Palmer) pa u cijelu seriju ulazi i paranormalni aspekt. Nakon izrazito uspješne prve sezone koja završava velikim dramaturškim vrhuncem (pilana gori, Audrey Horne završi u bordelu čiji je vlasnik njezin otac, Leland Palmer ubija Jacquesa Renaulta za kojeg sumnja da je ubio njegovu kćerku, a misteriozni ubojica puca na agenta Coopera u njegovoj sobi u hotelu u kojem je odsjeo) kreatoru i redatelju Davidu Lynchu dana je potpuna sloboda u vezi druge sezone pa je ona kompleksnija sa strahovito puno paranormalnih sekvenci koje široka publika očigledno nije dobro prihvatila. Nakon što je gledanost tijekom druge sezone počela drastično opadati, producenti su prisilili kreatore da napokon otkriju ubojicu Laure Palmer. To se sredinom druge sezone i događa pa se ostatak epizoda oslanja na praćenje ostalih priča koje su tijekom njezinog prvog dijela bile započete. Gledanost se do kraja druge sezone nije popravila i producenti su odlučili prekinuti snimanje serije.

### Popis epizoda
Prva sezona
- 1.1 Pilot
- 1.2 Traces to Nowhere
- 1.3 Zen, or the Skill to Catch a Killer
- 1.4 Rest in Pain
- 1.5 The One-Armed Man
- 1.6 Cooper's Dreams
- 1.7 Realization Time
- 1.8 The Last Evening

Druga sezona
- 2.1 May the Giant Be with You
- 2.2 Coma
- 2.3 The Man Behind Glass
- 2.4 Laura's Secret Diary
- 2.5 The Orchid's Curse
- 2.6 Demons
- 2.7 Lonely Souls
- 2.8 Drive with a Dead Girl
- 2.9 Arbitrary Law
- 2.10 Dispute Between Brothers
- 2.11 Masked Ball
- 2.12 The Black Widow
- 2.13 Checkmate
- 2.14 Double Play
- 2.15 Slaves and Masters
- 2.16 The Condemned Woman
- 2.17 Wounds and Scars
- 2.18 On the Wings of Love
- 2.19 Variations on Relations
- 2.20 The Path to the Black Lodge
- 2.21 Miss Twin Peaks
- 2.22 Beyond Life and Death

## Nastanak serije
David Lynch je već do pojave "Twin Peaksa" bio ugledni, priznati redatelj s dvije nominacije za Oscara za najboljeg redatelja iza sebe: jednu iz 1980. godine za film "Čovjek-slon", a drugu iz 1986. godine za film "Plavi baršun". Kuća Warner Bros. željela ga je angažirati za režiju filma o životu Marilyn Monroe, temeljenog na bestselleru "The Goddess". Lynchu se svidjela ideja pa ga je njegov agent Tony Krantz upoznao s Markom Frostom s kojim je započeo rad na scenariju. Unatoč činjenici što je Warner ubrzo odustao od projekta, Lynch i Frost postali su dobri prijatelji i napisali zajednički scenarij pod nazivom "One Saliva Bubble" koji nikad nije snimljen. Iako je Krantz još od vremena "Plavog baršuna" nagovarao Lyncha da nešto napravi za televiziju, David nikad nije bio previše zainteresiran. Jednoga dana Krantz ga je odveo na ručak u Los Angeles i rekao mu da bi možda mogao napraviti seriju o pravom životu u Americi - njegovoj viziji Amerike kako ju je prikazao u "Plavom baršunu". Lynchu je odmah na pamet pala ideja o malom gradiću i premda niti on niti Frost nisu bili previše zainteresirani, odlučili su udovoljiti Krantzu i pokušali napisati par rečenica. Legenda kaže da su prvo pogledali film Gradić Peyton, zatim su nacrtali kartu i odredili što će se sve u njihovom fiktivnom gradiću nalaziti (pilana, leš na obali rijeke...). 
Ideju za seriju prezentirali su na 10-minutnom sastanku 1988. godine Chadu Hoffmanu, predsjedniku televizijske kuće ABC. Originalna zamisao bila je stvoriti misteriju oko ubojstva Laure Palmer i to staviti u prvi plan, ali istovremeno razviti priču sa svim ostalim likovima. Drugim riječima, Lynch i Frost željeli su napraviti miks policijske istrage i sapunice. ABC-u se svidjela ideja pa su Lynch i Frost unajmljeni da napišu scenarij za pilot epizodu. Frost je pisao verbalne likove (npr. Benjamin Horne), dok je Lynch bio odgovoran za lik agenta Coopera. Serija se originalno trebala zvati "Northwest Passage", ali kako taj grad zbilja postoji odlučili su ga preimenovati u "Twin Peaks". Pilot epizoda snimljena je za 1.8 milijuna dolara uz dogovor da će biti snimljen i alternativni završetak kako bi se napravio TV film za područje Europe, ako serija ne prođe. 
Međutim, nakon emitiranja pilot epizode gotovo cijeli SAD zahvatila je manija danas poznata pod nazivom "Tko je ubio Lauru Palmer?" i "Twin Peaks" službeno je započela s emitiranjem.

## Nagrade
"Twin Peaks" je 1990.-te godine bila jedna od kritički najhvaljenijih serija. To potvrđuju i čak 3 osvojena Zlatna Globusa za prvu sezonu serije: za najbolju seriju (drama), najboljeg glavnog glumca (Kyle MacLachlan za ulogu agenta FBI-a Dalea Coopera) i najbolju sporednu glumicu (Piper Laurie za ulogu beskrupulozne Catherine Martell). Za prestižnu nagradu Emmy (televizijski Oscar) prva sezona serije bila je nominirana u čak 8 kategorija: najbolja serija (drama), glavna glumica (Piper Laurie), sporedna glumica (Sherilyn Fenn za ulogu mlade problematične tinejdžerske Audrey Horne), scenarij (Harley Peyton za epizodu "Rest in Pain"), montaža zvuka (za epizodu "The Last Evening"), pjesma ("Into the Night"), originalna glazba (Angelo Badalamenti) i uvodna špica (Angelo Badalamenti i David Lynch). Serija nije osvojila niti jednu nagradu Emmy. 
Druga sezona serije nije imala niti jednu nominaciju za Zlatni Globus, ali je imala četiri nominacije za nagradu Emmy: najbolji glumac (Kyle MacLachlan), sporedna glumica (Piper Laurie), zvuk i montaža zvuka. Niti za drugu sezonu serija "Twin Peaks" nije osvojila niti jednog Emmyja.
Od ostalih nagrada svakako treba izdvojiti nominaciju za nagradu Grammy u kategoriji najbolje instrumentalne kompozicije za film ili televiziju (Angelo Badalamenti) te nominaciju za Satellite Award za najbolje DVD izdanje neke televizijske serije 2007. godine (za kompletnu drugu sezonu). 

## Glazba
Glazba na uvodnoj špici svake epizode serije "Twin Peaks" jedna je od najprepoznatljivijih glazbenih tema svih vremena. Skladao ju je Angelo Badalamenti, a izdan je i poznati soundtrack iz serije na kojem se, osim prepoznatljivih instrumentalnih tema, nalaze i pjesme koje su napisali Badalamenti i David Lynch: "Into the Night", "The Nightingale" i "Falling". 
Angelo Badalamenti je također skladao glazbu i za film "Twin Peaks: Vatro hodaj sa mnom" te za mnoge druge filmove koje je režirao David Lynch. 

## Film: "Twin Peaks: Vatro hodaj sa mnom"
1992. godine David Lynch odlučio je režirati film Twin Peaks: Vatro hodaj sa mnom. Na njega se može gledati kao na prolog, ali i kao na epilog televizijske serije. Glavna radnja filma je istraga ubojstva Terese Banks i prikaz posljednjih sedam dana Laure Palmer. Većina originalne postave iz serije se vratila i u filmu, osim glumice Lara Flynn Boyle (glumila Donnu Hayward) koja je odbila nastupiti u filmu pa ju je zamijenila glumica Moira Kelly, te glumice Sherilyn Fenn (lik Audrey Horne) koja je u to vrijeme bila zauzeta s drugim projektima. Također, glavni glumac Kyle MacLachlan nije bio previše oduševljen s idejom o filmu pa je njegova uloga bitno smanjena. 
Publika na filmskom festivalu u Cannesu 1992. godine film je ispratila ogromnom količinom zvižduka, a u SAD-u filmska kritika ga je doslovno sasjekla. Box-office rezultat također nije bio uspješan (osim u Japanu), ali se danas film smatra neizostavnim dijelom Twin Peaks sage.

## Serija na DVD-ima
Serija na DVD-u, nažalost, još uvijek nije dostupna na području bivše Jugoslavije. Za europsko tržište izdane su tri verzije serije: kompletna prva sezona, kompletna druga sezona i ultimativno zlatno izdanje koje sadržava kompletnu seriju skupa s ogromnom količinom posebnih dodataka koje je odobrio sam kreator David Lynch. 

## Uloge

### Glavna glumačka postava
- Kyle MacLachlan kao Dale Cooper (sezona 1-2)
- Sheryl Lee kao Laura Palmer/Maddy Ferguson (sezona 1-2)
- Dana Ashbrook kao Bobby Briggs (sezona 1-2)
- Warren Frost kao Doc Hayward (sezona 1-2)
- Lara Flynn Boyle kao Donna Hayward (sezona 1-2)
- Sherilyn Fenn kao Audrey Horne (sezona 1-2)
- Richard Beymer kao Ben Horne (sezona 1-2)
- Everett McGill kao Veliki Ed Hurley (sezona 1-2)
- James Marshall kao James Hurley (sezona 1-2)
- Peggy Lipton kao Norma Jennings (sezona 1-2)
- Mädchen Amick kao Shelly Johnson (sezona 1-2)
- Piper Laurie kao Catherine Packard Martell (sezona 1-2)
- Jack Nance kao Pete Martell (sezona 1-2)
- Joan Chen kao Josie Packard (sezona 1-2)
- Ray Wise kao Leland Palmer (sezona 1-2)
- Michael Ontkean kao Harry S. Truman (sezona 1-2)

### Gostujuće uloge
- Pamela Gidley kao Teresa Banks
- Heather Graham kao Annie Blackburn
- Frank Silva kao Bob
- Harry Goaz kao Andy Brennan
- Don S. Davis kao Garland Briggs
- David Duchovny kao Denise/Dennis Bryson
- David Lynch kao Gordon Cole
- Chris Isaak kao Chester Desmond
- Kenneth Welsh kao Windom Earle
- David Warner kao Thomas Eckhardt
- Mary Jo Deschanel kao Eileen Hayward
- Alicia Witt kao Gersten Hayward
- David Patrick Kelly kao Jerry Horne
- Russ Tamblyn kao Lawrence Jacoby
- David Bowie kao Philip Jeffries
- Kiefer Sutherland kao Sam Stanley
- Ian Buchanan kao Dick Tremayne